# Найпревелебніший (титул)

Іспанська корона грандів (князів)

Найпревелебніший пане (ісп.: Excelentísimo Señor або Excelentísima Señora; англ. Excellent Sir/Madam) —  почесний титул або гоноратив, який традиційно застосовується для певних високопосадовців або шляхетних осіб в Іспанії та деяких іспаномовних країнах. 
За іспанською традицією, це форма звертання до офіційної високопоставленої посадової особи (допоки вона залишається на посаді), використовується в письмових документах або офіційних церемоніях і заходах. 
Ця форма звертання походить від титулу «Його Превелебність» ("His/Her Excellency"), проте в 19 столітті «Найпревелебніший» почав поступово замінювати попередню форму.
В українських землях часів Речі Посполитої та Козацької держави звертання «Найпревелебніший» застосовували до єпископів, кардиналів та митрополитів. 
Титул «Найясніший» (Ilustrísimo Señor) в Іспанії є нижчим за значимістю ніж «Найпревелебніший» й в основному використовується для шляхти, що не є грандами та деяких інших офіційних осіб.

## Історія
В українських землях часів Великого князівства Литовського, Руського і Жемантійського, Речі Посполитої та Козацької держави звертання «Найпревелебніший владико», «Ваша превелебносте» застосовувалось до митрополитів, архієпископів, єпископів, кардиналів.
Звертання «Найпревелебніші панове» могло застосовуватись до високопоставленої шляхти.

## Застосування
Особливого поширення це звертання набуло у Франкістській Іспанії. Генералісімус Франсіско Франко, який офіційно отримав титул "Su Excelencia el Jefe del Estado" («Ваша Ексиленція Глава держави»), а його міністри та вищі урядові чиновники й далі використовували звертання «Найпревелебніший».
У Королівстві Іспанія наступні державні та урядові чиновники мають право на звернення «Найпревелебніший»:
- Голова управи Його Величності Короля
- Генеральний секретар
- Голова Військової палати
- Прем'єр-міністр та колишні Голови Уряду
- Віце-прем'єр міністри уряду та колишні віцепрем'єри
- Міністри уряду та колишні міністри
- Державні секретарі

Урядовці в автономіях
- Президенти автономних регіонів Іспанії (Голова уряду Каталонії має титул "Muy Honorable Señor" — «Найшляхетніший пане»)
- Радники (міністри) автономних урядів

Законодавча влада
- Голова Конгресу депутатів
- Голова Сенату
- Члени Конгресу та Сенату
- Члени законодавчих органів автономій

- Судді Конституційного Суду
- Судді Верховного Суду
- Генеральний прокурор держави
- Судді та прокурори Вищих судових інстанцій автономній

Місцева влада
- Мери Мадрида та Барселони
- Мері великих міст, відповідно до закону

- Академіки восьми Королівських академій
- Голова Банку Іспанії
- Дипломати й посли
- Інші високопосадовці та військові.

- Лицарі найвищих нагород / Лицарі Великого Хреста

- Гранди Іспанії та прирівняні до них особи.

До глав іноземних держав, які не є монархами, звертаються Ваша Екселенціє, тоді як високопоставлені чиновники іноземних держав користуються формою звертання «Найпревелебніший».